# La Alhambra (revista)
La Alhambra fue una revista publicada en la ciudad española de Granada, primeramente entre 1884 y 1885 y, más tarde, en una segunda época entre 1898 y 1924. Existieron otras publicaciones previas con la misma cabecera a lo largo del siglo XIX.

## Descripción
La revista había tenido antecedentes bajo la misma cabecera a lo largo del siglo XIX. Apareció el 10 de enero de 1884 con el título La Alhambra, Revista Decenal de Letras, Artes y Bibliografía, bajo la dirección de Francisco de Paula Valladar y tras publicar 47 números, cerró en 1885. Reapareció en una nueva etapa, cuyo primer número salió el 15 de enero de 1898. Su director continuó siendo Francisco de Paula Valladar, fundador e impulsor e la revista durante cuarenta años. Tras su muerte en 1924, cesó la publicación.  En las páginas de La Alhambra figuraron colaboraciones de autores como Felipe Pedrell, José María Varela Silvari, Melchor Almagro San Martín o Rafael Cansinos Assens, entre otros muchos.

## Referencias

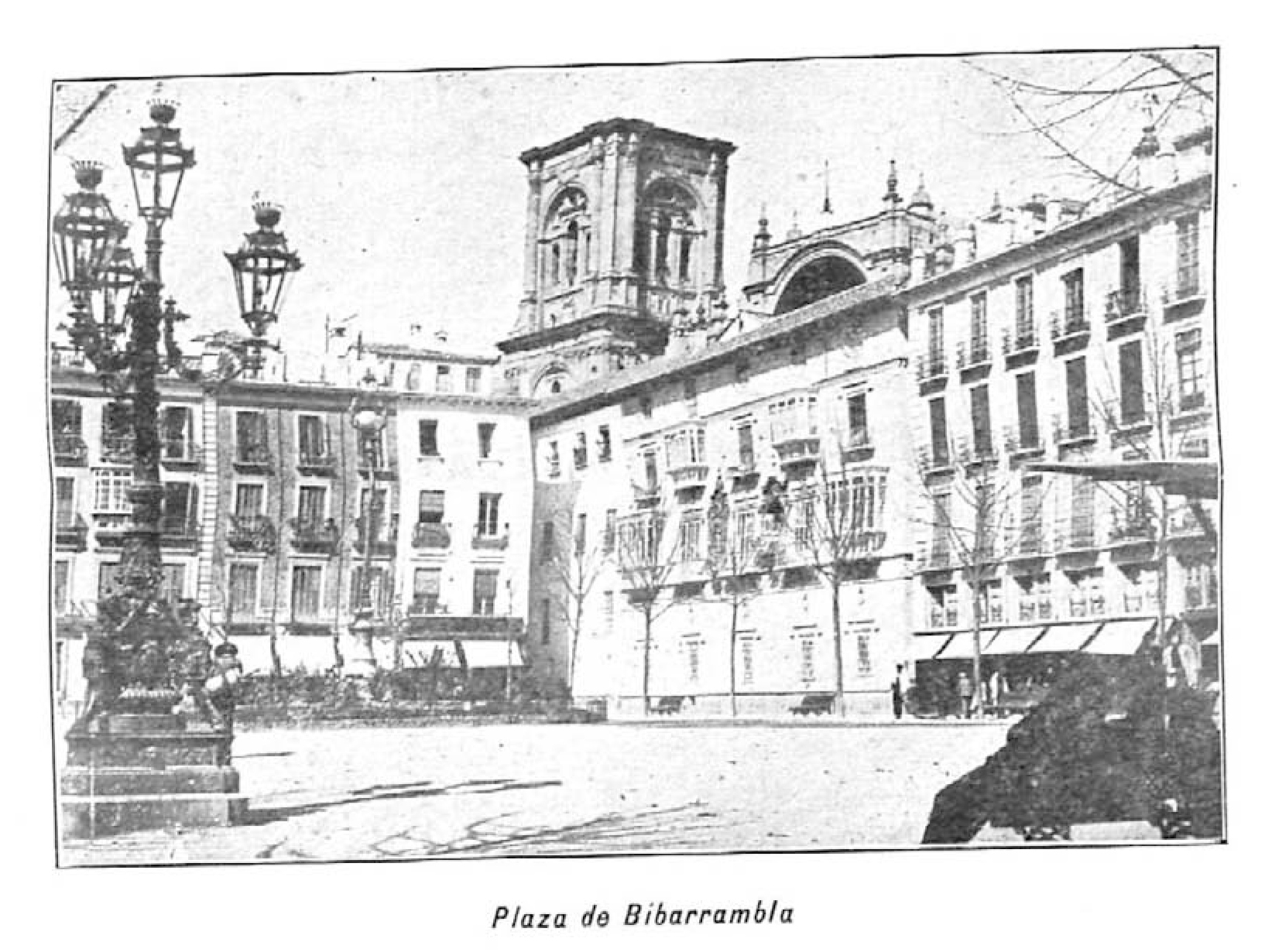
Fotografía de la plaza de Bibarrambla en la revista (15 de marzo de 1907)